# Lekkoatletyka na Letnich Igrzyskach Olimpijskich 1984 – bieg na 200 m kobiet
Bieg na 200 metrów kobiet podczas XXIII Letnich Igrzysk Olimpijskich w Los Angeles rozegrano 8 (eliminacje i ćwierćfinały) i 9 sierpnia 1984 (półfinały i finał) na stadionie Los Angeles Memorial Coliseum. Zwyciężczynią została reprezentantka Stanów Zjednoczonych Valerie Brisco-Hooks, która na tych igrzyskach zdobyła również złote medale w biegu na 400 metrów i w sztafecie 4 × 400 metrów. W finale ustanowiła rekord olimpijski uzyskując czas 21,81 s.

## Rekordy

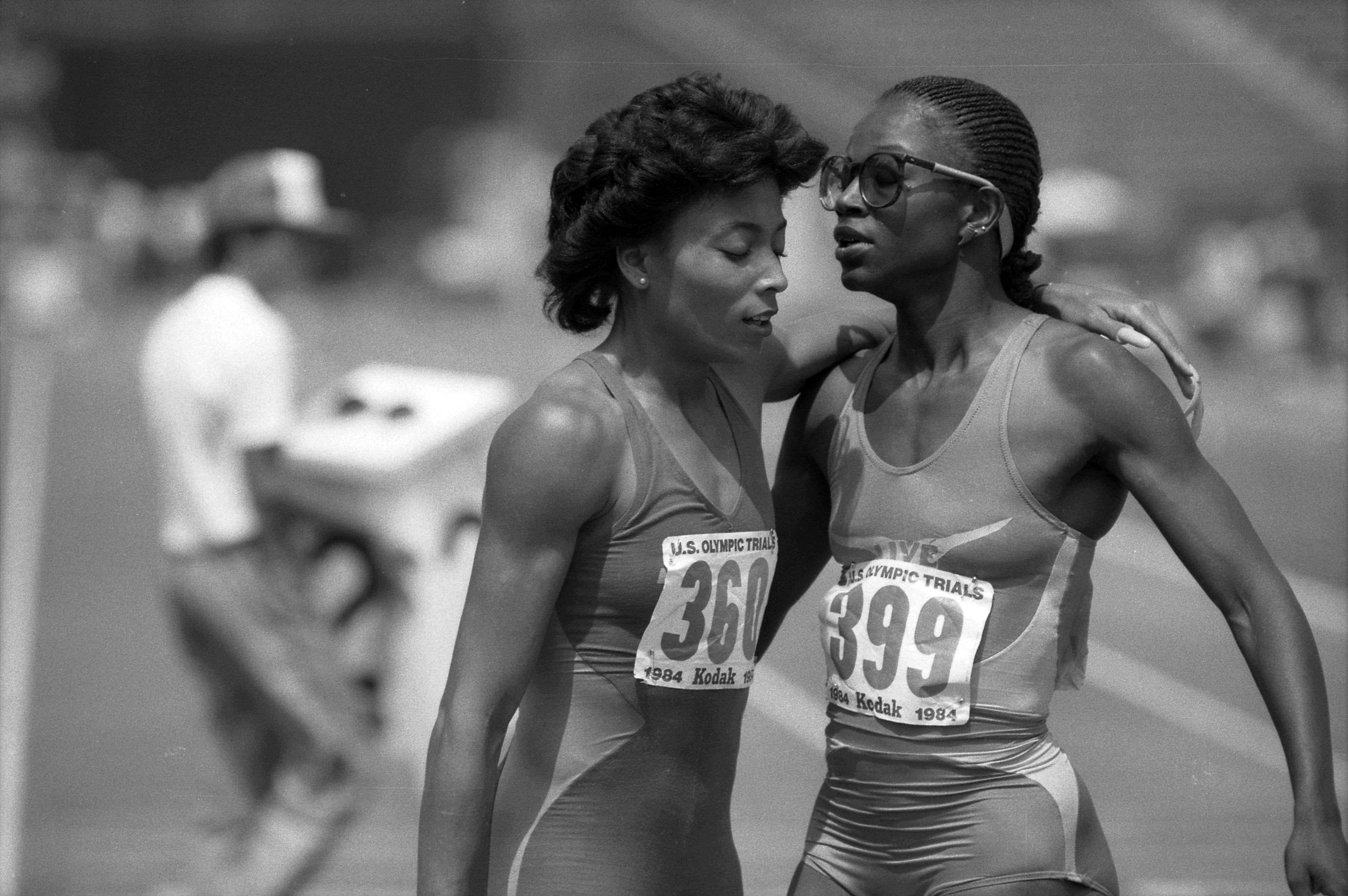
Florence Griffith (z lewej) i Valerie Brisco-Hooks w 1984

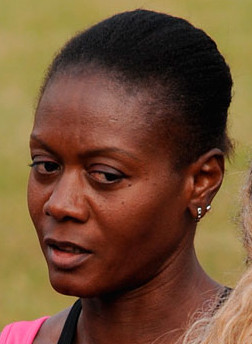
Merlene Ottey-Page

|                   | Zawodniczka   | Narodowość | Czas  | Data                 | Miejsce         |
| ----------------- | ------------- | ---------- | ----- | -------------------- | --------------- |
| Rekord świata     | Marita Koch   | NRD        | 21,71 | 10 czerwca 1979(dts) | Karl-Marx-Stadt |
| Rekord świata     | Marita Koch   | NRD        | 21,71 | 21 lipca 1984(dts)   | Poczdam         |
| Rekord olimpijski | Bärbel Wöckel | NRD        | 22,03 | 30 lipca 1980(dts)   | Moskwa          |

## Wyniki
| Poz. - pozycja |
| – rekord świata \| – rekord krajowy \| – rekord życiowy \| = – wyrównany rekord życiowy \| · – najlepszy wynik w sezonie \| = – wyrównany najlepszy wynik w sezonie \| – rekord olimpijski |
| Fn – falstart \| DNF – nie ukończyła \| DNS – nie wystartowała \| DSQ – zdyskwalifikowana                                                                                                  |

### Eliminacje
Rozegrano sześć biegów eliminacyjnych. Do ćwierćfinałów awansowało po pięć najlepszych zawodniczek z każdego biegu (Q) oraz dwie z najlepszymi czasami spośród pozostałych (q).

#### Bieg 1
Wiatr: –2,0 m/s
| Poz. | Zawodniczka                   | Narodowość        | Rezultat | Uwagi |
| ---- | ----------------------------- | ----------------- | -------- | ----- |
| 1    | Florence Griffith             | Stany Zjednoczone | 22,56    | Q     |
| 2    | Joan Baptiste                 | Wielka Brytania   | 23,31    | Q     |
| 3    | Raymonde Naigre               | Francja           | 23,50    | Q     |
| 4    | Angela Bailey                 | Kanada            | 24,15    | Q     |
| 5    | Semra Aksu                    | Turcja            | 24,27    | Q     |
| 6    | Lydia de Vega                 | Filipiny          | 25,10    |       |
| 7    | Miriama Tuisorisori-Chambault | Fidżi             | 26,82    |       |
| –    | Eugenia Osho-Williams         | Sierra Leone      | DNS      |       |

#### Bieg 2
Wiatr: –0,4 m/s
| Poz. | Zawodniczka       | Narodowość          | Rezultat | Uwagi |
| ---- | ----------------- | ------------------- | -------- | ----- |
| 1    | Grace Jackson     | Jamajka             | 22,70    | Q     |
| 2    | Pauline Davis     | Bahamy              | 23,37    | Q     |
| 3    | Heidi-Elke Gaugel | RFN                 | 23,37    | Q     |
| 4    | Ruth Enang Mesode | Kamerun             | 24,39    | Q     |
| 5    | Nzaeli Kyomo      | Tanzania            | 24,68    | Q     |
| 6    | Soraima Martha    | Antyle Holenderskie | 25,56    |       |
| 7    | Marie-Ange Wirtz  | Seszele             | 25,88    |       |
| –    | Marita Payne      | Kanada              | DNS      |       |

#### Bieg 3
Wiatr: –1,5 m/s
| Poz. | Zawodniczka          | Narodowość        | Rezultat | Uwagi |
| ---- | -------------------- | ----------------- | -------- | ----- |
| 1    | Valerie Brisco-Hooks | Stany Zjednoczone | 23,30    | Q     |
| 2    | Els Vader            | Holandia          | 23,65    | Q     |
| 3    | Teresa Rioné         | Hiszpania         | 24,48    | Q     |
| 4    | Mo Myeong-hui        | Korea Południowa  | 24,86    | Q     |
| 5    | Amie N’Dow           | Gambia            | 25,41    | Q     |
| –    | Angella Taylor       | Kanada            | DNS      |       |
| –    | Gillian Forde        | Trynidad i Tobago | DNS      |       |

#### Bieg 4
Wiatr: +0,9 m/s
| Poz. | Zawodniczka               | Narodowość        | Rezultat | Uwagi |
| ---- | ------------------------- | ----------------- | -------- | ----- |
| 1    | Merlene Ottey-Page        | Jamajka           | 22,90    | Q     |
| 2    | Marisa Masullo            | Włochy            | 23,30    | Q     |
| 3    | Liliane Gaschet           | Francja           | 23,32    | Q     |
| 4    | Angela Williams           | Trynidad i Tobago | 23,38    | Q     |
| 5    | Christa Schumann-Lottmann | Gwatemala         | 24,91    | Q     |
| 6    | Emma Tahapari             | Indonezja         | 25,07    | q     |
| –    | Mercy Addy                | Ghana             | DNS      |       |

#### Bieg 5
Wiatr: +2,3 m/s
| Poz. | Zawodniczka        | Narodowość        | Rezultat | Uwagi |
| ---- | ------------------ | ----------------- | -------- | ----- |
| 1    | Randy Givens       | Stany Zjednoczone | 22,88w   | Q     |
| 2    | Rose-Aimée Bacoul  | Francja           | 23,11w   | Q     |
| 3    | Sandra Whittaker   | Wielka Brytania   | 23,22w   | Q     |
| 4    | Ruth Waithera      | Kenia             | 23,42w   | Q     |
| 5    | Janet Burke        | Jamajka           | 23,75w   | Q     |
| 6    | Binta Jambane      | Mozambik          | 25,14w   |       |
| –    | Felicia Candelario | Dominikana        | DNS      |       |
| –    | Grace-Ann Dinkins  | Liberia           | DNS      |       |

#### Bieg 6
Wiatr: –0,9 m/s
| Poz. | Zawodniczka         | Narodowość        | Rezultat | Uwagi |
| ---- | ------------------- | ----------------- | -------- | ----- |
| 1    | Kathy Cook          | Wielka Brytania   | 23,71    | Q     |
| 2    | Helinä Marjamaa     | Finlandia         | 24,10    | Q     |
| 3    | Michaela Schabinger | RFN               | 24,12    | Q     |
| 4    | Divina Estrella     | Dominikana        | 24,72    | Q     |
| 5    | Elanga Buala        | Papua-Nowa Gwinea | 24,82    | Q     |
| 6    | Françoise M’Pika    | Kongo             | 25,05    | q     |
| –    | Debbie Wells        | Australia         | DNS      |       |

### Ćwierćfinały
Rozegrano cztery biegi ćwierćfinałowe. Do półfinałów awansowały po cztery najlepsze zawodniczki z każdego biegu.

#### Bieg 1
Wiatr: +1,1 m/s
| Poz. | Zawodniczka          | Narodowość        | Rezultat | Uwagi |
| ---- | -------------------- | ----------------- | -------- | ----- |
| 1    | Rose-Aimée Bacoul    | Francja           | 22,57    | Q,    |
| 2    | Valerie Brisco-Hooks | Stany Zjednoczone | 22,78    | Q     |
| 3    | Angela Bailey        | Kanada            | 22,97    | Q     |
| 4    | Pauline Davis        | Bahamy            | 22,97    | Q     |
| 5    | Sandra Whittaker     | Wielka Brytania   | 22,98    |       |
| 6    | Janet Burke          | Jamajka           | 23,56    |       |
| 7    | Françoise M’Pika     | Kongo             | 24,97    |       |
| –    | Angela Williams      | Trynidad i Tobago | DNS      |       |

#### Bieg 2
Wiatr: –1,0 m/s
| Poz. | Zawodniczka               | Narodowość       | Rezultat | Uwagi |
| ---- | ------------------------- | ---------------- | -------- | ----- |
| 1    | Merlene Ottey-Page        | Jamajka          | 22,53    | Q     |
| 2    | Liliane Gaschet           | Francja          | 22,87    | Q     |
| 3    | Kathy Cook                | Wielka Brytania  | 23,02    | Q     |
| 4    | Marisa Masullo            | Włochy           | 23,02    | Q     |
| 5    | Michaela Schabinger       | RFN              | 23,84    |       |
| 6    | Mo Myeong-hui             | Korea Południowa | 24,70    |       |
| 7    | Christa Schumann-Lottmann | Gwatemala        | 24,90    |       |
| 8    | Nzaeli Kyomo              | Tanzania         | 25,11    |       |

#### Bieg 3
Wiatr: +0,5 m/s
| Poz. | Zawodniczka     | Narodowość        | Rezultat | Uwagi |
| ---- | --------------- | ----------------- | -------- | ----- |
| 1    | Grace Jackson   | Jamajka           | 22,52    | Q     |
| 2    | Randy Givens    | Stany Zjednoczone | 22,81    | Q     |
| 3    | Els Vader       | Holandia          | 23,31    | Q     |
| 4    | Ruth Waithera   | Kenia             | 23,37    | Q     |
| 5    | Raymonde Naigre | Francja           | 23,54    |       |
| 6    | Teresa Rioné    | Hiszpania         | 23,78    |       |
| 7    | Elanga Buala    | Papua-Nowa Gwinea | 24,87    |       |
| 8    | Amie N’Dow      | Gambia            | 25,24    |       |

#### Bieg 4
Wiatr: +1,4 m/s
| Poz. | Zawodniczka       | Narodowość        | Rezultat | Uwagi |
| ---- | ----------------- | ----------------- | -------- | ----- |
| 1    | Florence Griffith | Stany Zjednoczone | 22,33    | Q     |
| 2    | Joan Baptiste     | Wielka Brytania   | 23,11    | Q     |
| 3    | Heidi-Elke Gaugel | RFN               | 23,19    | Q     |
| 4    | Helinä Marjamaa   | Finlandia         | 23,51    | Q     |
| 5    | Semra Aksu        | Turcja            | 24,03    |       |
| 6    | Ruth Enang Mesode | Kamerun           | 24,25    |       |
| 7    | Divina Estrella   | Dominikana        | 24,98    |       |
| –    | Emma Tahapari     | Indonezja         | DNS      |       |

### Półfinały
Rozegrano dwa biegi półfinałowe. Do finału awansowały po cztery najlepsze zawodniczki z każdego biegu.

#### Bieg 1
Wiatr: +1,0 m/s
| Poz. | Zawodniczka        | Narodowość        | Rezultat | Uwagi |
| ---- | ------------------ | ----------------- | -------- | ----- |
| 1    | Florence Griffith  | Stany Zjednoczone | 22,27    | Q     |
| 2    | Merlene Ottey-Page | Jamajka           | 22,57    | Q     |
| 3    | Randy Givens       | Stany Zjednoczone | 22,69    | Q     |
| 4    | Liliane Gaschet    | Francja           | 22,73    | Q     |
| 5    | Joan Baptiste      | Wielka Brytania   | 22,86    |       |
| 6    | Helinä Marjamaa    | Finlandia         | 23,12    |       |
| 7    | Els Vader          | Holandia          | 23,43    |       |
| 8    | Ruth Waithera      | Kenia             | 23,45    |       |

#### Bieg 2
Wiatr: +1,4 m/s
| Poz. | Zawodniczka          | Narodowość        | Rezultat | Uwagi |
| ---- | -------------------- | ----------------- | -------- | ----- |
| 1    | Valerie Brisco-Hooks | Stany Zjednoczone | 22,28    | Q     |
| 2    | Grace Jackson        | Jamajka           | 22,32    | Q     |
| 3    | Kathy Cook           | Wielka Brytania   | 22,38    | Q     |
| 4    | Rose-Aimée Bacoul    | Francja           | 22,53    | Q,    |
| 5    | Angela Bailey        | Kanada            | 22,75    |       |
| 6    | Marisa Masullo       | Włochy            | 22,88    |       |
| 7    | Heidi-Elke Gaugel    | RFN               | 22,88    |       |
| 8    | Pauline Davis        | Bahamy            | 23,02    |       |

### Finał
Wiatr: +0,1 m/s
| Poz. | Zawodniczka          | Narodowość        | Rezultat | Uwagi       |
| ---- | -------------------- | ----------------- | -------- | ----------- |
| 1    | Valerie Brisco-Hooks | Stany Zjednoczone | 21,81    | [ 1 ] [ 4 ] |
| 2    | Florence Griffith    | Stany Zjednoczone | 22,04    |             |
| 3    | Merlene Ottey-Page   | Jamajka           | 22,09    | [ 5 ]       |
| 4    | Kathy Cook           | Wielka Brytania   | 22,10    | [ 6 ]       |
| 5    | Grace Jackson        | Jamajka           | 22,20    |             |
| 6    | Randy Givens         | Stany Zjednoczone | 22,36    |             |
| 7    | Rose-Aimée Bacoul    | Francja           | 22,78    |             |
| 8    | Liliane Gaschet      | Francja           | 22,86    |             |